# Museum der Stadt Bratislava
Das Museum der Stadt Bratislava (slowakisch Múzeum mesta Bratislavy, MMB) ist ein Museum in Bratislava. Es wurde 1868 gegründet und ist das älteste noch existierende Museum der Slowakei. Das Museum dokumentiert die Geschichte der Hauptstadt von der prähistorischen Zeit bis zum 20. Jahrhundert. Die Hauptausstellung befindet sich im Alten Rathaus, am Hauptplatz (Hlavné námestie) in der Altstadt.
Das Museum betreibt an acht verschiedenen Standorten Dauerausstellungen:
- Museum der Stadtgeschichte (im Alten Rathaus)
- Waffenmuseum (im Turm des Michaelertors)
- Uhrenmuseum (im Haus zum Guten Hirten)
- Museum Johann Nepomuk Hummel
- Museum Arthur Fleischmann
- Museum Janko Jesenský
- Freilichtmuseum Burg Devín
- Gerulata-Museum in Rusovce